# Perth (Schiff, 1965)
Die Perth, auch HMAS Perth, (Kennung: D 38) war ein Lenkwaffenzerstörer der gleichnamigen Klasse der Royal Australian Navy, und das zweite Schiff dieses Namens nach der Perth einem Leichten Kreuzer der Leander-Klasse von 1934. Beide Einheiten wurden nach der australischen Großstadt Perth im Bundesstaat Western Australia benannt.

## Geschichte
Die Perth wurde auf Basis der US-amerikanischen Charles-F.-Adams-Klasse am 21. September 1962 auf der Werft Defoe Shipbuilding Company in Bay City im US-Bundesstaat Michigan auf Kiel gelegt. Ihr Stapellauf erfolgte am 26. September 1963, Taufpatin war Lady Beale, die Frau des damaligen australischen Botschafters in den Vereinigten Staaten. Im Anschluss an die Indienststellung am 17. Juli 1965 in Boston blieb der Zerstörer für acht Monate vor der amerikanischen Küste, um die Mannschaft zu trainieren und die Technik zu erproben. Am 12. Februar 1966 brach das Schiff nach Australien auf, wo es am 4. März im Hafen von Perth einlief.
Im September 1967 lief die Perth zum ersten Einsatz vor der Küste Vietnams aus, wo sie bis zum April 1968 als Teil der 7. US-Flotte operiert. Im September 1969 und im September 1970 schlossen sich zwei weitere achtmonatige Aufenthalte vor der vietnamesischen Küste mit der United States Navy an. Die Perth geriet fünfmal unter feindliches Feuer und wurde mit der United States Navy Unit Commendation und der United States Navy Meritorious Unit Commendation ausgezeichnet.
1974 ging der Zerstörer zur ersten größeren Überholung in Long Beach ins Dock, wo er mit neuer Steuerungselektronik und neuen EDV-Anlagen ausgerüstet wurde. Bei einem zweiten Werftaufenthalt 1979/80 wurden die Antriebsanlagen von Schweröl auf Dieselöl umgerüstet.
Nach dem Ende des Vietnamkriegs operierte die Perth zumeist mit US-amerikanischen Flugzeugträgerverbänden im Pazifik sowie im Indischen Ozean und dem Arabischen Meer. Während einer großen Überholung im Jahr 1987 wurden die Radaranlagen sowie der Lenkwaffenstarter modernisiert. 1991 besuchte sie Ägypten und Griechenland und nahm an den Feierlichkeiten zum 50-jährigen Jubiläum der Royal New Zealand Navy teil. Während ihres letzten großen Einsatzes 1999 besuchte die Perth noch einmal Vietnam, die Philippinen und Thailand.
Am 15. Oktober 1999 wurde der Zerstörer dann außer Dienst gestellt, 2001 wurde er vor der Küste von Albany als Tauchriff versenkt.

## Auszeichnungen
Als Auszeichnungen werden geführt ein Battle Honour für den Einsatz im Vietnamkrieg in den Jahren 1967 bis 1971. Des Weiteren acht Battle Honour übernommen von ihrem Vorgängerschiff für die teilnahme an der Atlantikschlacht in den Jahren 1939 bis 1940, an Malta-Konvois im Jahr 1941, der Schlacht bei Kap Matapan, dem Balkanfeldzug in Griechenland, der Schlacht um Kreta, der Schlacht um das Mittelmeer im Jahr 1941, dem Pazifikkrieg von 1941 bis 1942 und der Schlacht in der Sundastraße.